# Distrikt Pichos
Der Distrikt Pazos liegt in der Provinz Tayacaja in der Region Huancavelica im Südwesten von Zentral-Peru. Der Distrikt wurde am 20. Dezember 2015 aus Teilen des Distrikts Huaribamba gebildet. Er besitzt eine Fläche von etwa 143 km². Beim Zensus 2017 wurden 2062 Einwohner gezählt. Sitz der Distriktverwaltung ist die 3280 m hoch gelegene Ortschaft Pichos mit 1021 Einwohnern (Stand 2017). Pichos befindet sich etwa 20 km nordnordwestlich der Provinzhauptstadt Pampas.

## Geographische Lage
Der Distrikt Pichos liegt am Westrand der peruanischen Zentralkordillere im Westen der Provinz Tayacaja. Die Längsausdehnung in NNW-SSO-Richtung beträgt knapp 19 km, die maximale Breite liegt bei 13 km. Das Gebiet wird nach Osten über Río Acocra und Río Huanchuy zum Río Mantaro hin entwässert.
Der Distrikt Pichos grenzt im Westen an den Distrikt Pazos, im Norden an den Distrikt San Marcos de Rocchac sowie im Osten und im Süden an den Distrikt Huaribamba.

## Ortschaften
Im Distrikt gibt es neben dem Hauptort folgende größere Ortschaften:
- Pariac (274 Einwohner)